# Premier League Malti 1993-1994
L'edizione 1993-1994 della Premier League maltese è stata la settantanovesima edizione della massima serie del campionato maltese di calcio. Il titolo è stato vinto dall'Hibernians

## Classifica
|    | Classifica       | G  | V  | N | P  | GF | GS | Dif | Pt |
| -- | ---------------- | -- | -- | - | -- | -- | -- | --- | -- |
| 1  | Hibernians       | 18 | 14 | 3 | 1  | 48 | 15 | +33 | 31 |
| 2  | Floriana         | 18 | 12 | 4 | 2  | 29 | 7  | +22 | 28 |
| 3  | Valletta         | 18 | 12 | 3 | 3  | 42 | 17 | +25 | 27 |
| 4  | Ħamrun Spartans  | 18 | 8  | 9 | 1  | 35 | 10 | +25 | 25 |
| 5  | Sliema Wanderers | 18 | 7  | 5 | 6  | 23 | 14 | +9  | 19 |
| 6  | Żurrieq          | 18 | 5  | 4 | 9  | 18 | 29 | -11 | 14 |
| 7  | St. Andrews      | 18 | 5  | 3 | 10 | 18 | 30 | -12 | 13 |
| 8  | Birkirkara       | 18 | 6  | 0 | 12 | 19 | 36 | -17 | 12 |
| 9  | Rabat Ajax       | 18 | 2  | 6 | 10 | 16 | 38 | -22 | 10 |
| 10 | Mqabba           | 18 | 0  | 1 | 17 | 3  | 55 | -52 | 1  |

## Verdetti finali
- Hibernians Campione di Malta 1993-1994
- Rabat Ajax e Mqabba retrocesse.

Alla fine della stagione, St. Andrews (Luxol) e Birkirkara confluiscono in un'unica società chiamata Birkirkara Luxol, lasciando quindi un posto libero per una terza promossa.